# 新村水库
新村水库是中国云南省楚雄彝族自治州武定县境内的一座水库，位于猛果河上，建于1956年。水库正常库容为865万立方米，集雨面积为100平方千米，海拔为103.85米。